# Atteinte à la mémoire des morts
En France, l'atteinte à la mémoire des morts, consistant à injurier ou à diffamer - le plus souvent par voie de presse - une personne décédée, constitue un délit qui peut être sanctionné, dans des conditions très restrictives, par les textes réglementant la liberté d'expression ou, à défaut, par ceux régissant la responsabilité civile. 
Avec l'apparition de lois dites « mémorielles », la notion d'atteinte à la mémoire des morts a été juridiquement étendue de l'individu à des communautés victimes de crimes contre l'humanité. 
Le Code pénal sanctionne en outre toute atteinte à l'intégrité du cadavre ainsi que la violation ou la profanation de tombeaux, de sépultures, d'urnes cinéraires ou de monuments édifiés à la mémoire des morts.

## Textes applicables

### Loi du 29 juillet 1881 sur la liberté de la presse

#### Articles 31, 32 et 33 sur la diffamation et l'injure
En France, les textes encadrant la liberté de la presse reconnaissent les délits de diffamation et d'injure, y compris envers les personnes décédées. Très protecteurs de la liberté d’expression, ils limitent cependant les voies de recours quand ces délits concernent la mémoire d'une personne décédée.

#### Article 34 concernant la mémoire des morts
Cependant, pour que les « héritiers, époux ou légataires universels vivants » puissent défendre en justice la mémoire du défunt qu'ils estiment ainsi injurié ou diffamé, l'article 34 de la loi du 29 juillet 1881 sur la liberté de la presse exige de démontrer que « les auteurs de ces diffamations ou injures [ont] eu l'intention de porter atteinte à l'honneur ou à la considération des héritiers, époux ou légataires universels vivants ». La jurisprudence a spécifiquement exclus du champ de l’article 34, les gendres du défunt, le fils de l’héritier, les héritiers indirects (sauf renonciation des héritiers de première ligne à la succession), les concubins et pacsés, les fondations ou associations créées post-mortem en mémoire du défunt.
Un défunt est qualifié, dans un article, « d’antisémite, antimaçonnique, homophobe et anti-IVG », et les engagements professionnels de sa fille y sont cités. La Cour de cassation n'y voit « aucune volonté particulière de nuire à cette personne [la fille] et considère  que l’article ne contient aucune mention susceptible de traduire une volonté de porter atteinte aux enfants ou à la veuve du médecin qui était seul visé par les qualificatifs estimés diffamatoires par les plaignants ».
—  Arrêt du 10 octobre 2002 de la 2e chambre civile de la Cour de cassation.
Un quotidien qualifie un écrivain récemment décédé de « fasciste notoire ». Son fils et sa veuve lui intentent un procès, que relate un site internet, que les héritiers attaquent à son tour. La justice retient qu'il n’y a, dans les deux cas, aucune atteinte à l’honneur des héritiers et, par voie de conséquence, aucune possibilité de se prévaloir de l'article 34.
— TGI Paris, 10 janvier 2000 et TGI Nanterre, 24 avril 2001.

#### Article 13 offrant un droit de réponse
L'article 34 impose donc que les héritiers démontrent avoir été personnellement lésés par les propos diffamatoires tenus à propos du défunt. Cette condition très restrictive et constamment confirmée par la jurisprudence, oblige souvent les plaignants à se rabattre sur le simple droit de réponse prévu par l'article 13 de la loi sur la liberté de la presse.

### Article 1240 du code civil
Les plaignants qui estiment — sans évoquer les retombées sur leur propre renommée — que la mémoire d'un défunt a été salie peuvent tenter de faire jouer l'article 1240 du code civil, qui définit la responsabilité civile délictuelle.

Ils devront alors prouver l’existence d’une faute (malveillance, négligence grave, dénaturation des faits, mépris flagrant pour la recherche de la vérité), d’un préjudice et d’un lien de causalité entre les deux. Cependant, la jurisprudence exige que les faits reprochés soient clairement distincts de la diffamation, faute de quoi les plaignants sont renvoyés aux recours prévus par la loi du 29 juillet 1881 sur la liberté de la presse.
« Attendu que les abus de la liberté d’expression prévus et réprimés par la loi du 29 juillet 1881 ne peuvent être réparés sur le fondement de l’article 1382 du code civil ; qu’ayant retenu que la publication des propos litigieux relevait des dispositions de l’article 34 alinéa 1 de ladite loi, la cour d’appel a décidé à bon droit que les consorts X ne pouvaient être admis à se prévaloir de l’article 1382 dudit code ; que le moyen n’est pas fondé »
— Assemblée plénière de la Cour de cassation, 12 juillet 2000.

### Article 225-17 du code pénal
En France, lorsque l'atteinte à la mémoire des morts prend sa source dans l'atteinte à l'intégrité du cadavre ou dans la profanation de monuments funéraires ou édifiés à la mémoire des morts, elle tombe sous le coup de l'article 225-17 du code pénal. Ces dispositions n'ont pas seulement pour but de sanctionner les atteintes portées aux tombes, mais aussi tout acte qui tend directement à violer le respect dû aux morts (Cour de cassation, dans un arrêt du 2 juin 1953). 
La jurisprudence a notamment reconnu, comme profanation de sépulture, le fait de maculer de boue une pierre tombale, d'y apposer des inscriptions, de profaner les registres et monuments faisant partie des sépultures militaires.
« Que cela concerne une tombe ou une stèle, l'enjeu est le même. Au fond, on considère que, dans la tombe, la pierre, la stèle, c'est-à-dire dans la chose, la personne visée est encore là. On postule l'idée qu'il y a une continuité entre une chose non humaine et l'humain. Par l'inscription d'un nom propre, l'objet contiendrait la personne désignée. C'est donc très clairement une atteinte à la personne, une agression, et non simplement une dégradation dans le sens matériel du terme. »
— Arnaud Esquerre, sociologue chargé de recherche au CNRS et membre du laboratoire d'ethnologie de l'université de Nanterre.
La peine prévue est d'un an d'emprisonnement et de 15 000 euros d'amende, portée à deux ans d'emprisonnement et à 30 000 euros d'amende lorsque les infractions définies à l'alinéa précédent ont été accompagnées d'atteinte à l'intégrité du cadavre, et aggravée à hauteur de 5 ans d'emprisonnement et 75 000 euros d'amende, lorsque les dégradations sont commises à l'encontre d'un lieu de culte (Loi no 2003-88 du 3 février 2003).

### La loi Guigou et le droit à l'image des victimes
La loi Guigou de 2000 dispose que montrer les circonstances d’un crime ou d’un délit est puni d’une amende si cela porte atteinte à la dignité de la victime. Cette loi ne s'applique cependant qu'aux victimes vivantes, seules habilitées à porter plainte (si elles ont, par exemple, été photographiées sur une scène d'attentat). Si la victime est décédée, la famille devra recourir à d’autres moyens juridiques, en invoquant par exemple le « préjudice d’affliction ».

### Atteinte à la mémoire de victimes de la Shoah. La loi du 13 juillet 1990 contre le racisme, dite loi Gayssot
En 1981, se déroule le procès intenté contre Robert Faurisson par le Mouvement contre le racisme, l'antisémitisme et pour la paix (Mrap), la Ligue internationale contre le racisme et l'antisémitisme (Licra) et l'Union des déportés d'Auschwitz. Il est accusé d'avoir, par ses écrits négationnistes, porté atteinte au souvenir des victimes de la Shoah et d'avoir causé des dommages irréversibles à la mémoire de toute une collectivité. Le prévenu est alors condamné, le 3 juillet 1981, par la 17e chambre du Tribunal de grande instance de Paris, pour diffamation publique.
Dès 1987, Charles Pasqua, alors ministre de l'Intérieur évoque la possibilité, face à la persistance d'un négationnisme militant, de modifier la loi de 1881 sur la liberté de la presse en créant « un délit de négation des crimes contre l'humanité »,.
Une proposition de loi est présentée le 2 avril 1988 par le socialiste Georges Sarre. Elle vise ceux qui « portent atteinte à la mémoire ou à l'honneur des victimes de l'holocauste nazi en tentant de le nier ou d'en minimiser la portée ». Une proposition communiste, déposée le 18 avril 1990 et allant dans le même sens, est  amendée par la commission des lois, qui renforce la référence au tribunal international de Nuremberg. Finalement, un texte (la loi Gayssot) est adopté le 30 juin 1990.  Il modifie la loi du 29 juillet 1881 sur la liberté de la presse, en y insérant un article 24 bis.

« Seront punis des peines prévues par le sixième alinéa de l'article 24 ceux qui auront contesté, par un des moyens énoncés à l'article 23, l'existence d'un ou plusieurs crimes contre l'humanité tels qu'ils sont définis par l'article 6 du statut du tribunal militaire international annexé à l'accord de Londres du 8 août 1945 et qui ont été commis soit par les membres d'une organisation déclarée criminelle en application de l'article 9 dudit statut, soit par une personne reconnue coupable de tels crimes par une juridiction française ou internationale. » (article 24 bis)

De nombreux historiens considèrent qu'en adoptant cette loi, la représentation nationale a ouvert une boîte de Pandore. « À partir de ce moment-là, chaque fraction de la population a voulu la loi mémorielle qui sacralisait son propre malheur » explique ainsi Françoise Chandernagor, qui estime que la loi Gayssot marque le début, en France, du phénomène de concurrence mémorielle.